# Parafia Matki Bożej Szkaplerznej w Krzewicy
Parafia Matki Bożej Szkaplerznej w Krzewicy – parafia rzymskokatolicka w Krzewicy należąca do diecezji siedleckiej.
Miejscowości należące do parafii:
- Krzewica (346 osób),
- Krzymoszyce (127 osób),
- Kolonia Wolańska (9 osób),
- Łuniew (218 osób),
- Wólka Krzymowska (176 osób).

## Proboszczowie
- ks. Wojciech Gawałko[1]
- ks. Zbigniew Hackiewicz[1]
- ks. Piotr Trochimiak[2]
- ks. Andrzej Wisio (od 1 września 2016)[2]

## Historia
Parafia erygowana w roku 1992. Budynek świątyni murowany, w stylu współczesnego budownictwa sakralnego. Zbudowany w latach 1991–1992 staraniem księdza infułata Kazimierza Korszniewicza.